# Wartschenbach
Der Wartschenbach ist ein Bach in Osttirol. Er entspringt am Zettersfeld und hat ein Einzugsgebiet von 2,5 km2. Der Wartschenbach bildet über weite Strecken die Grenze zwischen den Gemeinden Nußdorf-Debant und Gaimberg. Auf Grund großer Murenschäden wurde der Wartschenbach zwischen 1980 und 1996 durch Geschieberückhalteanlagen gesichert.  

## Verlauf
Der Quellbereich des Wartschenbaches, der Wartschenbrunn, liegt im Südosten der Schobergruppe am Südrand des Zettersfelds in einer Höhe von etwa 2100 Metern (Gemeinde Gaimberg). Der Wartschenbach verläuft in der Folge steil nach Süden und nimmt in einer Höhe von 1550 Metern von Westen der Quellbach der Stieralm und in einer Höhe von 1440 Metern von Osten den Raderbach auf. In einer Höhe von 1300 bis 900 Metern verläuft der Wartschenbach durch eine Klamm. Unterhalb einer Höhe von 700 Metern durchquert der Wartschenbach die Wartschenbachsiedlung und wird danach entlang der Bundesstraße nach Südosten ablenkt. Er endet schließlich östlich eines Umspannwerks in einem Auffangbecken. 

## Geologie und Geomorphologie
Der Wartschenbach liegt in einem östlichen Ausläufer der Schobergruppe, die aus Altkristallin besteht. Die Gebirgsgruppe wurde alpidisch durch einen Schuppenbau verformt und die Gesteine einer Diapthorese unterzogen. Die Gesteine wurden zudem durch eine Bruchtektonik deformiert. Am Wartschenbach ist diese Verformung insbesondere im östlichen Teil des Hangendkomplexes ersichtlich. Das durch Einengung und junge Bruchtektonik geformte Altkristallin der Schobergruppe weist im Bereich des Debanter Bruchs und der Iselstörung große Verwerfungen auf, die als Teilstörungen mit dem Klammbereich des Wartschenbaches in Zusammenhang stehen. 
Die Reste der glazialen Moränenlandschaften im Bereich der Schobergruppe bilden die Grundlage von Muren. Bei Starkregen bildet sich durch die tonhaltige Grundmasse der Moränen Gleitzonen aus, die in der Folge zu fließen beginnen und darüber gelagerte Gesteinsschichten mit sich reißen können.

## Vermurungen
Durch den Wartschenbach kam es in den 1990er Jahren dreimal zu schweren Vermurungen in besiedeltem Gebiet. Ein wesentlicher Grund für die verstärkten Schäden durch den Wartschenbach war die Zerstörung des Zettersfelds im Zuge des Ausbaus des Schigebiets und den damit verbundenen Geländekorrekturen im Almbereich. Durch die naturräumlichen Veränderungen im Einzugsgebiet des Wartschenbachs beschleunigte sich das Abflussgeschehen und das Rückhaltevermögen ging bei Starkniederschlägen im Mittellauf durch starke Erosion und gleichzeitige Akkumulation von Geschiebematerial großteils verloren. 